# Трамвай-поезд на Реюньоне

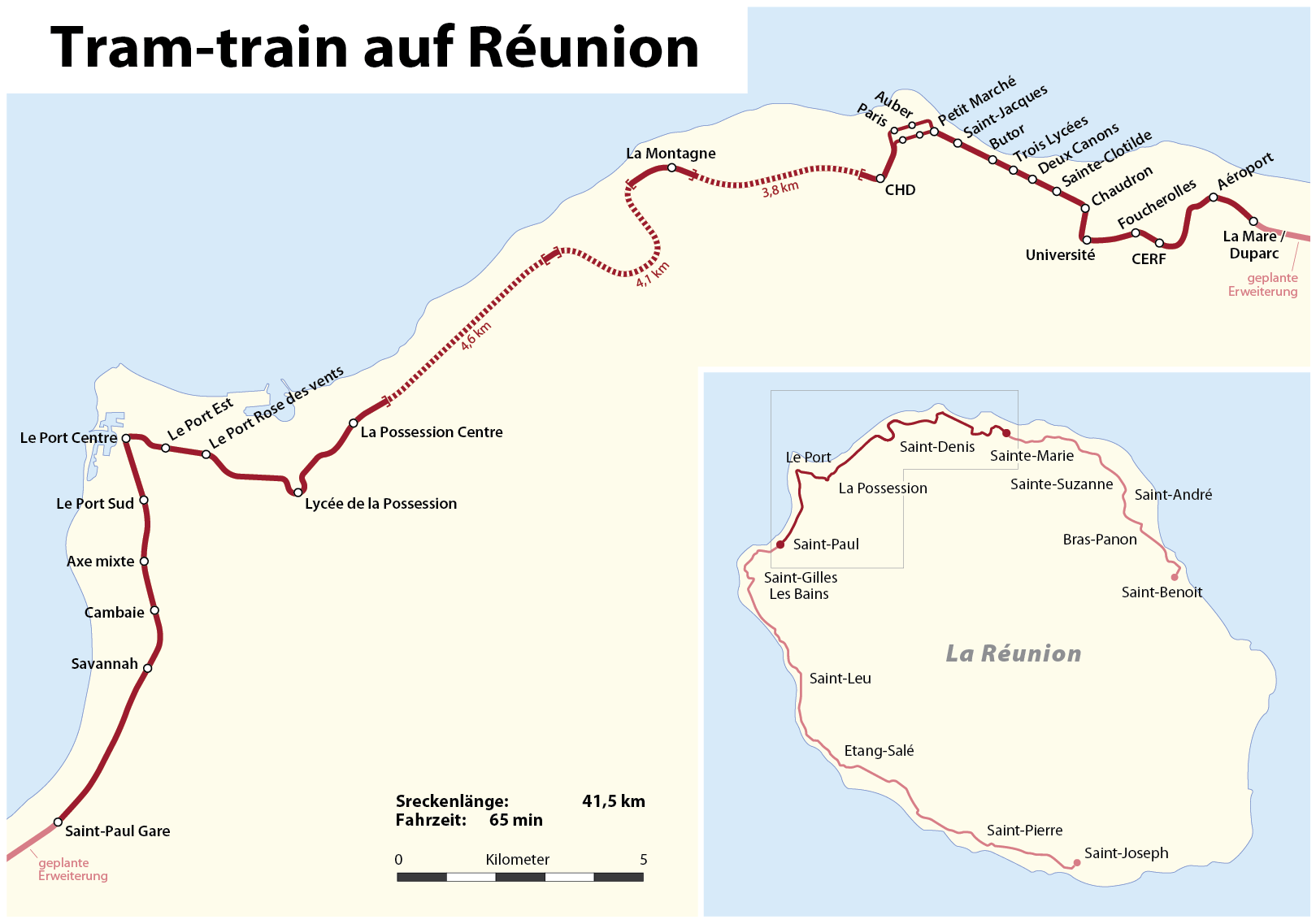
Карта запланированного маршрута

Трамвайная линия Реюньона (фр. Tram-train de la Réunion) — проектируемая трамвайная линия протяженностью около 140 километров вдоль побережья Реюньона. Начать строительство первой очереди планировалось в 2010 году, а открыть линию — в 2013 году. Консорциум Tram’Tiss победил в тендере на концессию. Однако проект был закрыт в мае 2010 года из-за нехватки денежных средств.

## История
На Реюньоне существовала железнодорожная система, открытая в 1890-х годах и закрытая в 1950-х и 1960-х годах, когда население региона было меньше.

## Обзор
Линия предполагалась гибридом трамвая и поезда, с трамвайными уличными станциями в городах и скоростью до 100 км/ч на выделенном правом проезде между ними. Поезда могли бы перевозить до 250 пассажиров; по маршруту также можно было бы перевозить грузы из порта.
С западной части острова на северную предполагаемый маршрут первой фазы (41,5 км, 26 станций) должен был начинаться от Сен-Поля и пройти через Сен-Дени, заканчиваясь в аэропорту Ролан Гаррос в Сент-Мари. Горный рельеф Реюньона потребовал бы большого количества виадуков и туннелей: первая фаза содержала 11 крупных инженерных сооружений, включая десятикилометровый туннель и самый высокий железнодорожный мост в мире. Стоимость только первой фазы оценивалась в 1,25 млрд евро. Планировались расширения на восток до Сен-Бенуа и на юг до Сен-Жозефа.

## Планы на будущее
В 2019 году было предложено построить систему легкорельсового транспорта, которая соединит Ле-Барашуа с аэропортом.